# Antonio I Ordelaffi
Antonio I Ordelaffi (circa 1390 - 1448), est un noble et condottiere italien qui vécut au XVe siècle, appartenant à la famille des Ordelaffi de la ville de Forlì.

## Biographie
Fils de Francesco III Ordelaffi  et de Catherine Gonzague, Antonio I Ordelaffi, est seigneur de Forlì de 1433 à 1436 et de 1438 à sa mort en 1448. Son épouse set  Caterina Rangoni di Spilamberto.
À la mort de son père Francesco III Ordelaffi, il est emprisonné puis exilé à Venise par le légat du pape  Baldassarre Cossa. En 1411 il revient à Forlì pour partager la seigneurie avec son cousin Giorgio. Pris dans une embuscade il est condamné à douze ans de prison et est emprisonné à Imola. Il est libéré par les Visconti de Milan en 1424 alors que le peuple se révolte et réclame sa libération.
Après la mort de Teobaldo seigneur de Forlì en 1425, la ville passe sous le contrôle des États pontificaux. En 1433 une révolte urbaine chasse le gouverneur nommé par le pape et Antonio peut reprendre la seigneurie. En 1434, il est vaincu par Piccinino à la bataille de San Lorenzo. Allié aux Visconti alors en guerre contre le pape Eugène IV, il reprend  également Forlimpopoli et quelques autres châteaux mais, quand la paix est signée entre le pape et Milan, il doit rendre ses conquêtes, y compris Forlì qu’il cède en 1436 à Francesco Sforza.
Il est exilé à Ferrare. Deux ans plus tard, en 1438, il reprend Forlì dont il conserve la seigneurie jusqu’à sa mort malgré les attaques à la fois du pape et des Visconti.
En 1447 il est nommé vicaire pontifical de Forlì.
En 1448, chassé et ruiné, il reconstitue une condotta qui est mise en déroute.

## Sources
1. 1 2 3 4  Sophie Cassagnes-Brouquet, Bernard Doumerc, Les Condottières, Capitaines, princes et mécènes en Italie, XIIIe – XVIe siècle, Paris, Ellipses, 2011, 551 p. (ISBN 978-2-7298-6345-6)

- (it) Cet article est partiellement ou en totalité issu de l’article de Wikipédia en italien intitulé « Antonio Ordelaffi » (voir la liste des auteurs).

- (en) Cet article est partiellement ou en totalité issu de l’article de Wikipédia en anglais intitulé « Antonio I Ordelaffi » (voir la liste des auteurs).